# Ricardo Chará
Ricardo Chará (Cali, Valle del Cauca, Colombia, 24 de mayo de 1990) es un futbolista colombiano. Juega de defensa y actualmente no tiene club

## Trayectoria
Ricardo Chará comenzó su carrera futbolística en la escuela Boca Juniors de Cali, propiedad del empresario Hernando Ángel. De allí pasó al Centauros Villavicencio, donde debutó en la Primera B en el año 2007.
Estaba previsto su paso al Deportes Quindío, pero fue adquirido por el Udinese de la Serie A italiana. De allí se dio su paso directamente al Cagliari, por falta de cupos para jugadores extra comunitarios.

## Selección nacional
Con la Selección de fútbol de Colombia Ricardo Chará hizo sudamericano sub_15 que se realizó en Bolivia,posterior a eso jugo sudamericano sud_17 en ecuador que clasificaron al mundial de corea 2007, parte del plantel que jugó en el Mundial Sub-17 de 2007. De igual manera hace parte del equipo que juega en el Campeonato Sudamericano Sub-20 de 2009.

## Clubes
| Club                    | País     | Año         |
| ----------------------- | -------- | ----------- |
| Centauros Villavicencio | Colombia | 2007 - 2008 |
| Calgliari               | Italia   | 2008 - 2009 |
| Udinese                 | Italia   | 2009 - 2010 |
| Empoli                  | Italia   | 2010 - 2012 |
| Udinese                 | Italia   | 2012 - 2013 |